# Coronel
Coronel − miasto w środkowym Chile w regionie Biobío, nad Oceanem Spokojnym. Około 112,6 tys. mieszkańców.